# Simons på Hawaii
Simons på Hawaii är ett album med Simons från 1991. Skivan är inspelad med orkestern på Hawaii och innehåller flera låtar av Yngve Stoor.

## Låtar
1. Aloha oe (Trad.arr: Y.Stoor)
2. En sång från Hawaii (N.Gustavsson)
3. Den lyckliga ön (Y.Stoor)
4. Vinden sjunger bortom bergen (G.Skoglund-K.Almgren)
5. Goodbye mitt blå Hawaii (Y.Stoor)
6. Sweet Leilani (Harry Owens)
7. Blue Hawaii (Robin-Rainger)
8. Hawaiian war chant (J.Nobel)
9. Min älskling Kupio (Y.Stoor)
10. Across the sea (Fred Lawrence)
11. Sjömansjul på Hawaii (Y.Stoor)
12. En sista kväll på Hawaii (Erik Eriksson)